# Nuno José Cardoso da Silva Piçarra
Nuno José Cardoso da Silva Piçarra (* 27. April 1957 in Sintra) ist ein portugiesischer Jurist und Richter am Europäischen Gerichtshof.

## Leben und Wirken
Piçarra studierte bis zu seinem Abschluss 1980 Rechtswissenschaften an der Universität Lissabon. Anschließend arbeitete er dort als wissenschaftlicher Mitarbeiter und erwarb dort 1986 einem dem Master of Laws entsprechenden Titel. Im Anschluss war er in verschiedenen Tätigkeiten bei Gericht tätig. 1990 wurde er Rechtsreferent am Gericht Erster Instanz. In dieser Funktion war er bis 1996 tätig und wechselte dann als Koordinator für Angelegenheiten der Freizügigkeit im europäischen Raum an das portugiesische Außenministerium. Von 1996 bis 1999 war er portugiesischer Vertreter im K4‑Ausschuss. 1999 widmete Piçarra sich wieder seiner akademischen Laufbahn und wurde wissenschaftlicher Assistent an der Neuen Universität Lissabon. Dort wurde er 2003 zum Dr. iur. promoviert und war in der Folge dort als Assistenzprofessor tätig. Nebenbei war er Mitglied in verschiedenen, von der Europäischen Union initiierten staatenübergreifender Netzwerke zur Erforschung der Arbeitnehmerfreizügigkeit und der Zuwanderung in Europa. Von 2015 bis 2018 war er Mitglied des Verwaltungsrates der Agentur der Europäischen Union für Grundrechte. Seit dem 8. Oktober 2018 ist Piçarra Richter am Europäischen Gerichtshof.